# Setopagis
Setopagis és un gènere d'ocells de la família dels caprimúlgids (Caprimulgidae ) amb quatre espècies que fins fa poc eren ubicades a Caprimulgus, gènere del que van ser apartats arran els treballs de Han et col. 2010.

## Taxonomia
Segons la Classificació del Congrés Ornitològic Internacional (versió 3.5, 2013) aquest gènere està format per 4 espècies:
- enganyapastors de Todd (Setopagis heterura).
- enganyapastors de bosc (Setopagis parvula).
- enganyapastors del Roraima (Setopagis whitelyi).
- enganyapastors de la Guaiana (Setopagis maculosa).